# All in – Marbella
All in – Marbella är en svensk realityserie på streamingtjänsten Viaplay, som hade premiär den 9 december 2024. Serien är inspelad i den spanska sydkuststaden Marbella, och kommer att följa sex deltagare, vilka är Nicci Hernestig, Emil Renmarker, Bettina Buchanan, Henrik Elvejord Borg, Tanja Ingebretsen Kallin och Franck Ndizeye. Alla har tidigare medverkat i reality-TV.

## Deltagare i programmet
- Nicci Hernestig, som tidigare medverkat i bland annat Paradise Hotel Sverige (då under namnet Paradise) och Love Island Sverige.
- Emil Renmarker, som tidigare medverkat i  Paradise Hotel Sverige och Love Island Sverige.
- Bettina Buchanan, som tidigare medverkat i  svenska och norska Paradise Hotel, samt Ex on the Beach Sverige.
- Henrik Elvejord Borg, som tidigare medverkat i norska Ex on the Beach och Good luck guys Sverige.
- Tanja Ingebretsen Kallin, som tidigare medverkat i Paradise Hotel Sverige och Big Brother (Sverige).
- Franck Ndizeye, som tidigare medverkat i  FBOY Island Sverige.